# Meubelia bakeri
Meubelia bakeri är en insektsart som beskrevs av Kevan, D.K.M. 1967. Meubelia bakeri ingår i släktet Meubelia och familjen Pyrgomorphidae. Inga underarter finns listade i Catalogue of Life.